# Championnat de Guinée-Bissau de football 2014
Navigation
Édition précédente Édition suivante
La saison 2014 du Championnat de Guinée-Bissau de football est la trente-cinquième édition de la Primeira Divisião, le championnat de première division en Guinée-Bissau. Les dix meilleures équipes du pays se retrouvent au sein d'une poule unique où elles s'affrontent à deux reprises. En fin de saison,  afin de faire passer le championnat de 10 à 14 équipes, les quatre meilleurs clubs de Segunda Divisão sont promus tandis que les deux derniers du classement doivent disputer un barrage de promotion-relégation. 
C'est l'un des clubs promus de D2, le Nuno Tristão Futebol Clube qui remporte la compétition cette saison après avoir terminé en tête du classement final, avec quatre points d'avance sur le Sport Bissau e Benfica et six sur le Sporting Clube de Bissau. C'est le tout premier titre de champion de Guinée-Bissau de l'histoire du club.

## Les clubs participants
- Sporting Clube de Bafatá
- Sporting Clube de Bissau
- Sport Portos de Bissau
- Sport Bissau e Benfica
- Nuno Tristão Futebol Clube - Promu de Segunda Divisião
- Mavegro Futebol Clube
- Cuntum Futebol Clube
- UDI Bissau
- Estrela Negra de Bissau - Promu de Segunda Divisião
- CF Os Balantas

## Compétition

### Classement
Le classement est établi sur le barème de points suivant : victoire à 3 points, match nul à 1, défaite à 0.
| Rang | Équipe                      | Pts | J  | G | N | P  | Bp | Bc | Diff |
| ---- | --------------------------- | --- | -- | - | - | -- | -- | -- | ---- |
| 1    | Nuno Tristão Futebol ClubeP | 34  | 17 | 9 | 7 | 1  | 23 | 13 | +10  |
| 2    | Sport Bissau e Benfica      | 30  | 17 | 8 | 6 | 3  | 21 | 9  | +12  |
| 3    | Sporting Clube de Bissau    | 28  | 17 | 7 | 7 | 3  | 21 | 11 | +10  |
| 4    | Sporting Clube de Bafatá    | 25  | 17 | 7 | 4 | 6  | 27 | 21 | +6   |
| 5    | Sport Portos de Bissau      | 24  | 17 | 6 | 6 | 5  | 17 | 19 | -2   |
| 6    | CF Os BalantasT             | 24  | 17 | 7 | 3 | 7  | 11 | 13 | -2   |
| 7    | Cuntum Futebol Clube        | 22  | 17 | 6 | 4 | 7  | 18 | 20 | -2   |
| 8    | Estrela Negra de BissauP    | 20  | 17 | 5 | 5 | 7  | 22 | 20 | +2   |
| 9    | UDI Bissau                  | 13  | 17 | 2 | 7 | 8  | 10 | 27 | -17  |
| 10   | Mavegro Futebol Clube       | 8   | 17 | 1 | 5 | 11 | 13 | 30 | -17  |

|  | Champion de Guinée-Bissau 2014                    |
|  | Participation au barrage de promotion-relégation  |
|  | T : Tenant du titre P : Promu de Segunda Divisião |

- La 18e et dernière journée de championnat n'est pas disputée.

### Matchs

#### Barrage de promotion-relégation
| Équipe 1              | Résultat | Équipe 2                    |
| --------------------- | -------- | --------------------------- |
| UDI Bissau            | 2 - 0    | (D2) ADR Mansaba            |
| Mavegro Futebol Clube | 1 - 2    | (D2) Tigres de São Domingos |

- L'UDI Bissau se maintient parmi l'élite tandis que les Tigres de São Domingos prennent la place du Mavegro Futebol Clube.

## Bilan de la saison
| Championnat de Guinée-Bissau de football 2014 |                                        |
| Champion                                      | Nuno Tristão Futebol Clube (1er titre) |
| Coupes et trophées                            |                                        |
| Vainqueur de la Coupe de Guinée-Bissau 2014   | Futebol Clube de Cantchungo (D2)       |
| Qualifications continentales                  |                                        |
| Ligue des champions de la CAF 2015            | Aucun                                  |
| Coupe de la confédération 2015                | Aucun                                  |
| Promotions et relégations                     |                                        |
| Promus en Primeira Divisião                   | Estrela Negra de Bolama                |
| Promus en Primeira Divisião                   | Lagartos de Bambadinca                 |
| Promus en Primeira Divisião                   | Futebol Clube de Bijagos               |
| Promus en Primeira Divisião                   | Futebol Clube de Cantchungo            |
| Promus en Primeira Divisião                   | Tigres de São Domingos                 |
| Relégués en Segunda Divisião                  | Mavegro Futebol Clube                  |